# Wahpeton (Iowa)
Wahpeton – miasto w Stanach Zjednoczonych, w stanie Iowa, w hrabstwie Dickinson. W 2000 roku liczyło 462 mieszkańców.